# غشاء درقي لامي
الغشاء الدرقي اللامي (بالإنجليزية: thyrohyoid membrane)‏ أو غشاء اللامية الدرقية (بالإنجليزية: hyothyroid membrane)‏،  هو صفيحة ليفية مرنة وعريضة توجد في الحنجرة.  يوجد جراب مخاطي يفصل بين الغشاء الدرقي اللامي والعظم اللامي، مما يسهل الحركة الصعودية للحنجرة أثناء عملية البلع.  يمر عبر الغشاء الدرقي اللامي ويخترقه كلا من العصب الدرقي الداخلي والشريان الدرقي العلوي. 

## الوصف
الجزء الأوسط من الغشاء الدرقي اللامي هو الأكثر غلظا سُمكا ويُطلق عليه: الرباط الدرقي اللامي الناصف، ويخترق أجزائه الجانبية الرقيقة: الأوعية الدرقية العلوية والفرع الداخلي للعصب الدرقي العلوي (بالإنجليزية: Superior laryngeal nerve)‏.

## ارتباطات الغشاء
- يرتبط الغشاء الدرقي اللامي بالجزء السفلي من الحافة العلوية للغضروف الدرقي وبالجزء الأمامي من القرن العلوي (بالإنجليزية: superior cornu)‏.
- يرتبط أعلى الغشاء الدرقي اللامي بالحافة العلوية من السطح الخلفي للعظم اللامي وقرنه الأكبر (بالإنجليزية: greater cornu)‏، وبالتالي يمرّ خلف السطح الخلفي لجسم العظم اللامي.
- يرتبط السطح الأمامي للغشاء الدرقي اللامي بالعضلة الدرقية اللامية، والعضلة القصية اللامية، والعضلة الكتفية اللامية، وجسم العظم اللامي.

## صور اضافية

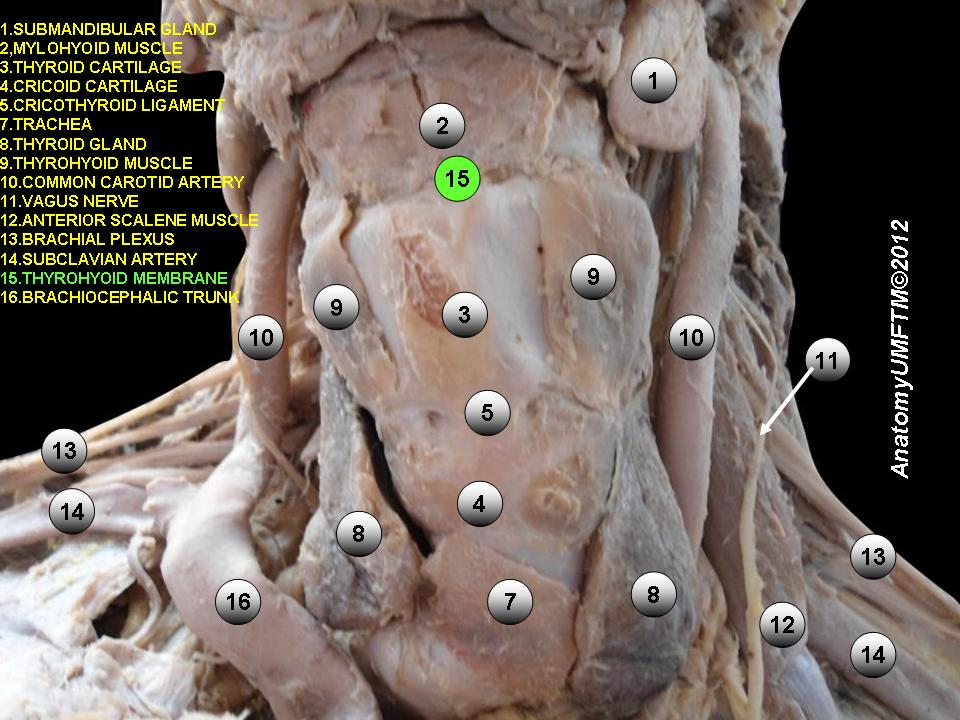
غشاء درقي لامي.
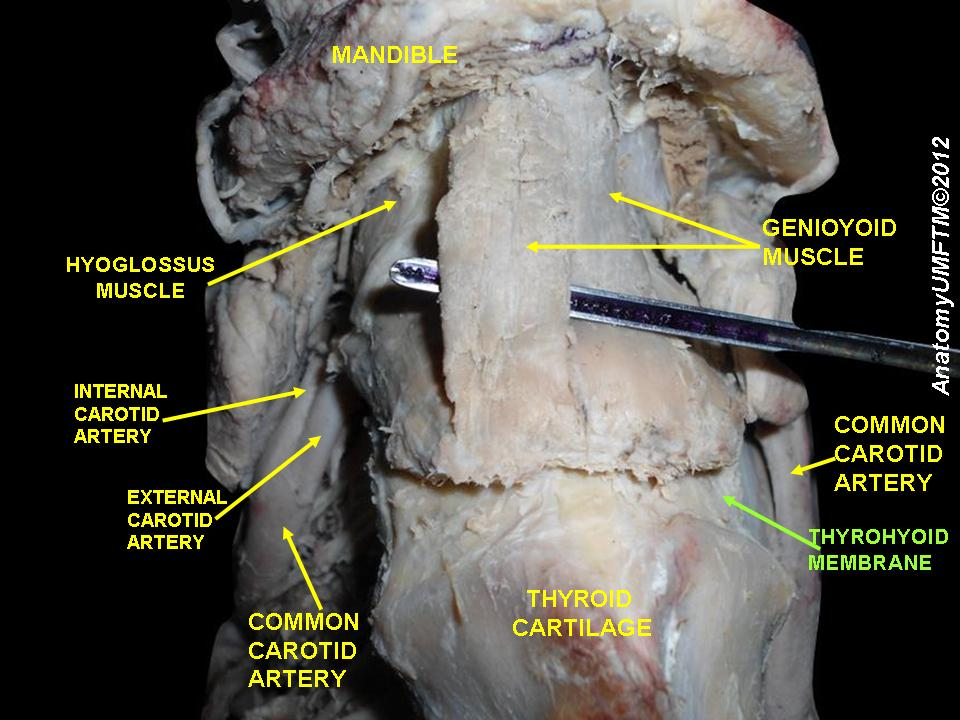
غشاء درقي لامي.
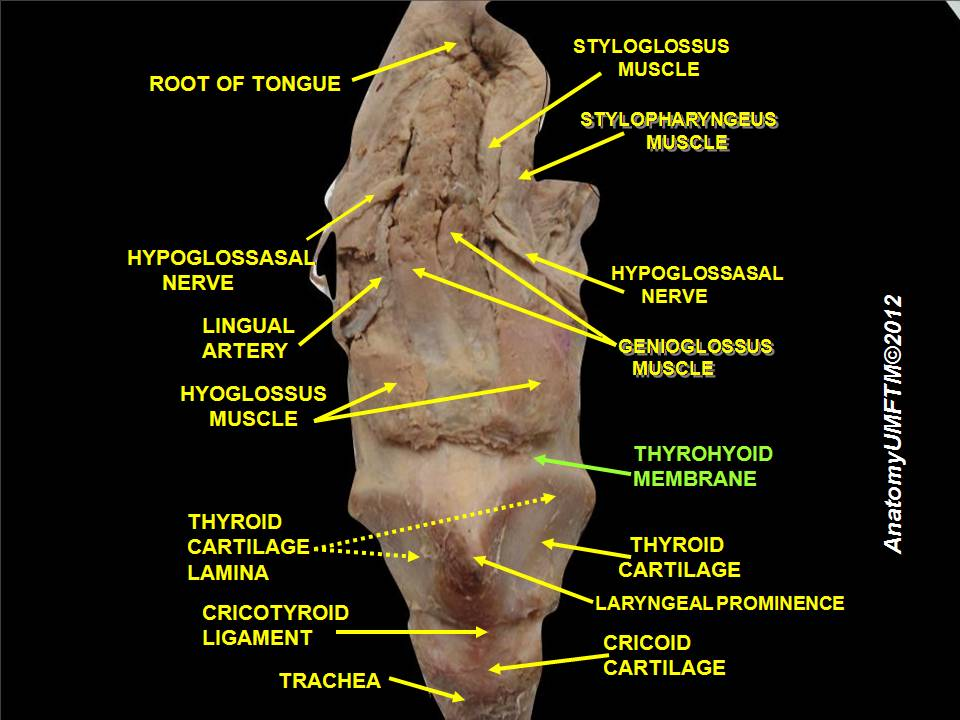
غشاء درقي لامي.
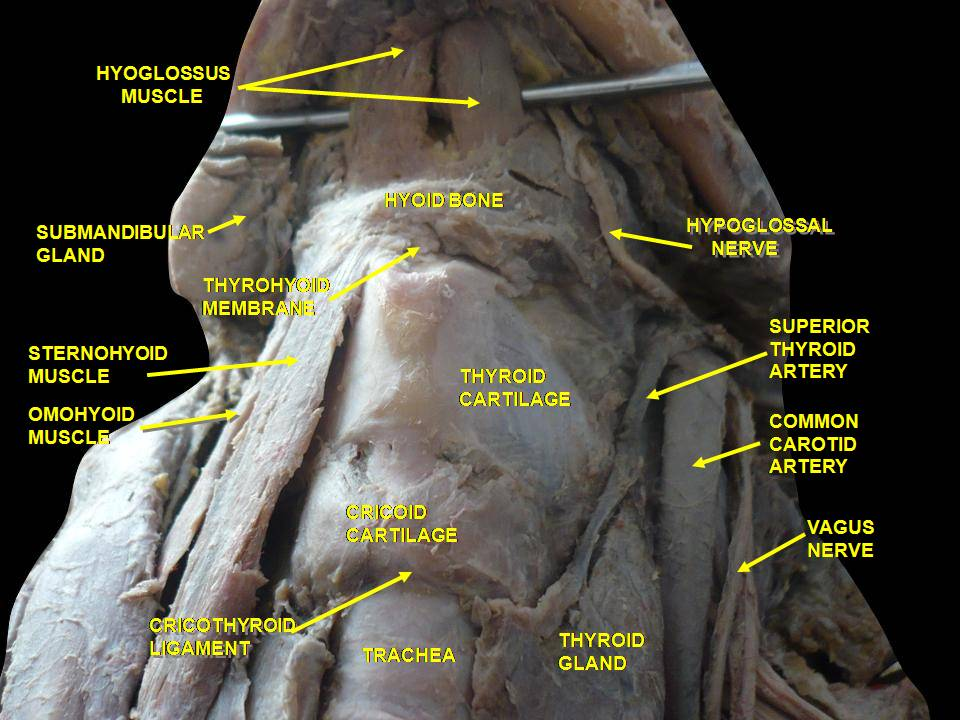
تشريح عميق للعضلات والأعصاب وشرايين الرقبة. منظر من الأمام.

## روابط خارجية
- "Anatomy diagram: 25420.000-1". Roche Lexicon - illustrated navigator. Elsevier. مؤرشف من الأصل في 2014-01-01.
- درسٌ تشريحي حول lesson11 مُعدٌ بواسطة ويسلي نورمان (جامعة جورجتاون). ( larynxmembranes )
- أطلس تشريح جامعة ميشيغان rsa3p11 - " أطلس تشريح جامعة ميشيغان rsa3p11 view"
- أطلس تشريح جامعة ميشيغان rsa3p12 - "Larynx، lateral view"